# ميشال باباتوندي
ميشال باباتوندي (بالفرنسية: Michelle Babatunde)‏ من مواليد 24 ديسمبر 1992م، هو لاعب كرة قدم يشغل مركز صانع ألعاب نيجيري، لعب سابقاً لصالح نادي الوداد البيضاوي

## روابط خارجية
- ميشال باباتوندي على موقع الاتحاد الدولي (مؤرشف)  (الإنجليزية)
- ميشال باباتوندي على موقع الاتحاد الأوربي (الإنجليزية)
- ميشال باباتوندي على موقع اتحاد أوكرانيا (الإنجليزية)
- ميشال باباتوندي على موقع قاعدة بيانات كرة القدم.إي يو (الإنجليزية)
- ميشال باباتوندي على موقع ناشيونال فوتبول تيمز (الإنجليزية)
- ميشال باباتوندي على موقع Soccerway.com (الإنجليزية)
- ميشال باباتوندي على موقع عالم كرة القدم.نت (الإنجليزية)
- ميشال باباتوندي على موقع كووورة
- ميشال باباتوندي على موقع AS.com (الإسبانية)